# Bengalenlerche

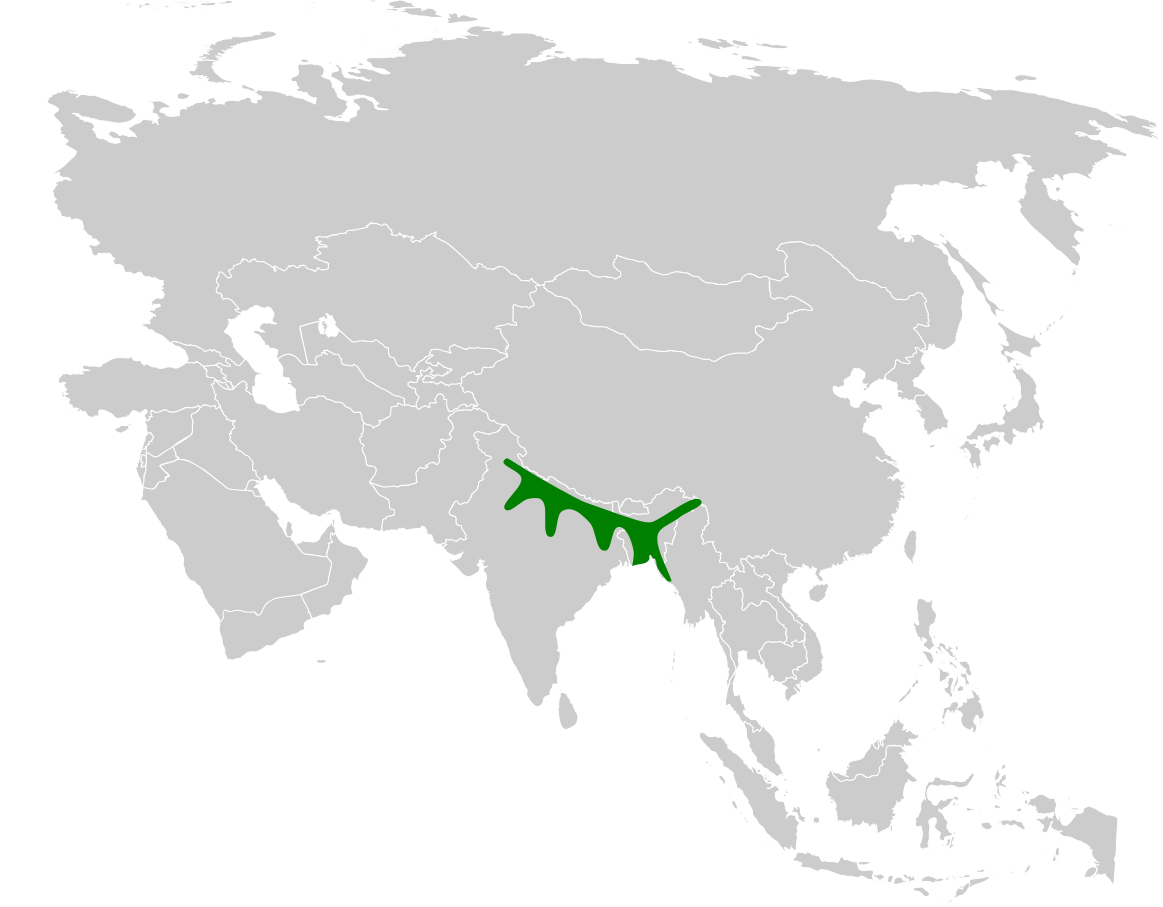
Verbreitungsgebiet der Bengalenlerche

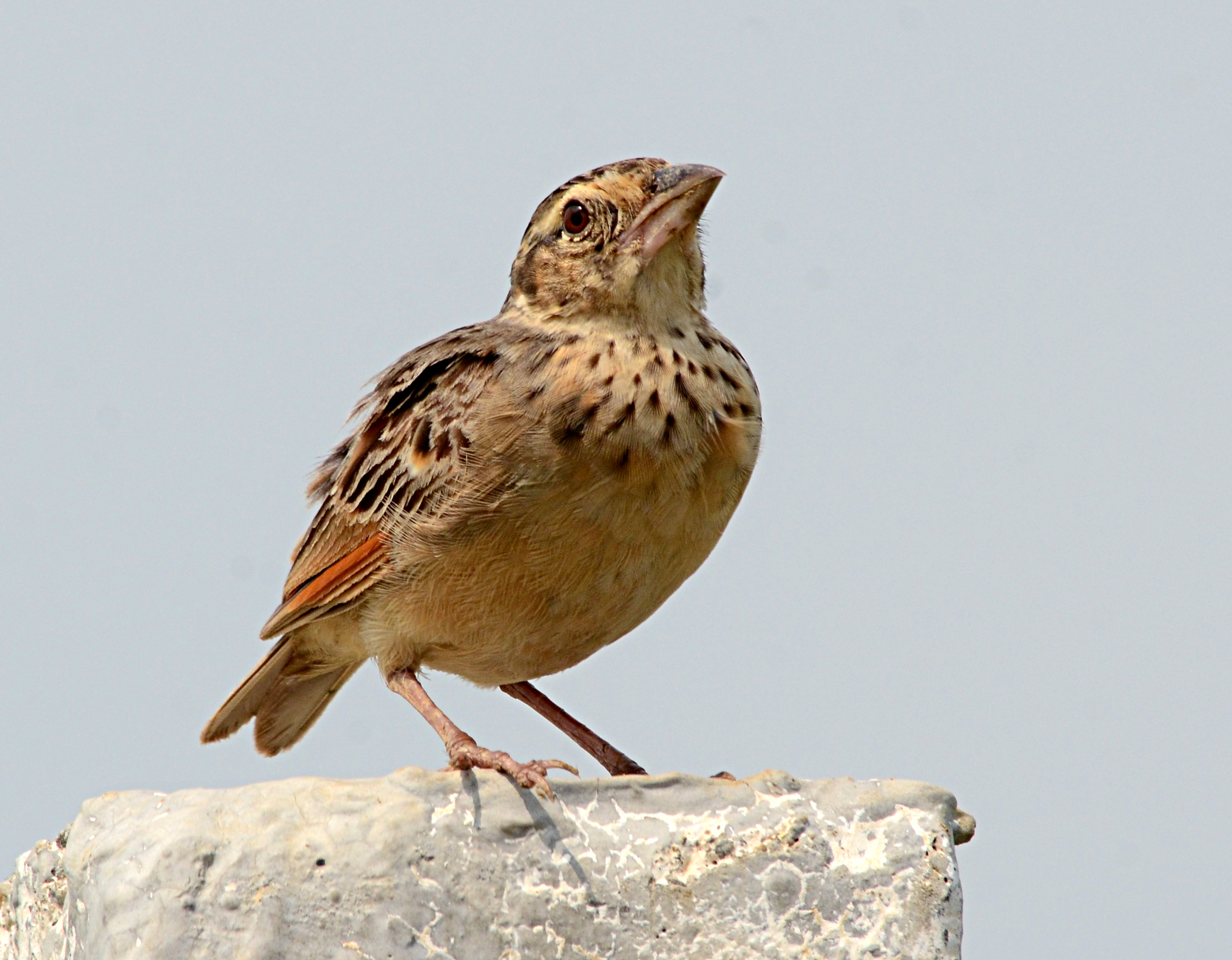
Bengalenlerche

Die Bengalenlerche (Mirafra assamica) ist eine Art aus der Familie der Lerchen. Ihr Verbreitungsgebiet liegt in Südostasien. Man unterscheidet mehrere Unterarten.

## Merkmale
Die Bengalenlerche erreicht eine Körperlänge von etwa 15 Zentimetern, wovon 4,2 bis 5,2 Zentimeter auf den Schwanz entfallen. Die Schnabellänge beträgt 1,3 bis 1,4 Zentimeter. Das Gewicht liegt durchschnittlich bei etwa 26 Gramm. Es besteht kein auffallender Geschlechtsdimorphismus.
Die Bengalenlerche ist oberseits rötlichbraun bis aschbraun mit schwärzlicher Längsstreifung. Die braunen Schwingen sind rötlich gesäumt. Die Körperunterseite ist hell rötlich bis beige, die Brust dunkelbraun gesprenkelt. Der Schwanz ist schwärzlich braun. Der Oberschnabel ist dunkelbraun, der Unterschnabel gelblich hornfarben. Die Füße sind rötlich bis gelblich braun. Die Iris ist braun.
Der lerchentypische Gesang wird vom Boden aus oder im Flug vorgetragen. Er ist auch nachts hörbar.

## Verwechslungsmöglichkeiten
Im Verbreitungsgebiet der Bengalenlerche kommen mit der Buschlerche und der Rotflügellerche zwei Lerchenarten vor, mit denen sie verwechselt werden kann. Alle Arten haben rötliche bis kastanienbraune Säume an den Schwungfedern. Von der Buschlerche unterscheidet sich die Bengalenlerche durch die bräunliche Innenfahne der sechsten Steuerfeder, von der Rotflügellerche durch die scharfe Abgrenzung der rötlichen Säume an den Schwungfedern.

## Verbreitungsgebiet und Lebensraum
Die Bengalenlerche kommt in Nepal, im Norden Indiens, in Bangladesch und Myanmar vor. Ihr Lebensraum ist offenes, steiniges Grasland, das mit Büschen bestanden ist, aber auch Agrarland. Sie ist ein Standvogel.

## Lebensweise
Die Bengalenlerche frisst Sämereien sowie Arthropoden. Sie brütet im Zeitraum März bis August. Wie alle Lerchen ist sie ein Bodenbrüter, der ein napfförmiges Nest in einer Erdmulde baut. Das Nest ist nur gelegentlich überwölbt. Das Gelege besteht in der Regel aus drei bis vier Eiern. Die Eier sind gelblich bis hell gräulich und weisen bräunliche und graue kleine Flecken auf.

## Einzelbelege
1. 1 2 3   Pätzold: Die Lerchen der Welt. S. 72.
2. 1 2 3  Pätzold: Die Lerchen der Welt. S. 71.